# 이계원 (축구인)
이계원(1965년 3월 16일 ~ )은 대한민국의 전직 축구 선수 출신 축구 감독이다. 현역시절 포지션은 미드필더였다.8

## 선수 경력
1985년 소속팀인 상무 축구단이 K리그에 참여하면서 K리그 무대에서 뛰게 되었다. 1985년 4월 27일 열린 대우 로얄즈와의 경기에서 K리그 첫 골을 넣으며 상무의 K리그 첫승을 이끌었다.
1986시즌을 앞두고 포항제철 아톰즈에 입단했다.